# Oxycera grancanariensis
Oxycera grancanariensis är en tvåvingeart som beskrevs av Frey 1936. Oxycera grancanariensis ingår i släktet Oxycera och familjen vapenflugor. Inga underarter finns listade i Catalogue of Life.